# عبد الله بن مسعدة الفزاري
عبد الله بن مسعدة الفزاري. من صغار الصحابة. من قادة العصر الأموي.

## نسبه
هناك خلاف حول نسبه، ولكن اُتّفق على أنه فزاري، فقيل عبد الله بن مسعدة بن حَكَمة بن مالك بن حُذافة بن بَدْر الفزاري، وقيل ابن مسعدة بن مسعود بن قيس، وقيل أنه أبوه قُتل على يد المسلمين، وقيل أن أمه هي أم قرفة، وهو مستبعد لأنها عجوز، وهو طفل صغير أيام المعركة (سنة 6 هـ)، ولعلها جدة أبيه حيث نسبه ابْنُ الْكَلْبِيِّ عن عبد الله بن الأجلح، عن أبيه، عن الشعبي أنه عبد الله بن مسعدة بن حكَمة بن مالك بن حذيفة بن بَدْر الفزاري، ومالك هو زوج أم قرفة.

## سيرته
كان في سبي بني فزارة، فوهبه النبي محمد لابنته فاطمة، فتربي في بيتها، ثم كان عند زوجها علي بن أبي طالب، إلاّ أن معاوية بن أبي سفيان استماله فيما بعد حتى صار من أشد الناس على علي!
كان في الحملة التي سيّرها معاوية سنة 53 هـ (حوالي 673م) بقياة ابنه يزيد لغزو الروم، وحصار القسطنطينية. كان على جند دمشق في وقعة الحرة عام 63 هـ (حوالي 683م). وقيل بعدها.
في 53 هـ بعث معاوية بن أبي سفيان عبد الله بن مسعدة الفزاري رسولاً إلى ملك الروم، فاجتمع بجبلة بن الأيهم، فرأى ما هو فيه من السعادة الدنيوية والأموال ; من الخدم والحشم والذهب والخيول، فقال له جبلة : لو أعلم أن معاوية يقطعني أرض البثنية فإنها منازلنا، وعشرين قرية من غوطة دمشق ويفرض لجماعتنا، ويحسن جوائزنا، لرجعت إلى الشام. فأخبر عبد الله بن مسعدة معاوية بقوله، فقال معاوية : أنا أعطيه ذلك. وكتب إليه كتاباً مع البريد بذلك، فما أدركه البريد إلا وقد مات في هذه السنة قبحه الله.

## روايته للحديث
روي حديثاً صحيحاً عن نبي الإسلام محمد، حيث قال: "سمعْتُ رسولَ الله ﷺ يقول: "إني قد بَدَنْتُ فلا تبادروني الركوع ولا تبادروني السجود، فمَنْ فاته ركوعي أدْركه في بُطْئي قيامي.
"".